# تاريخ علم الأحياء البحرية

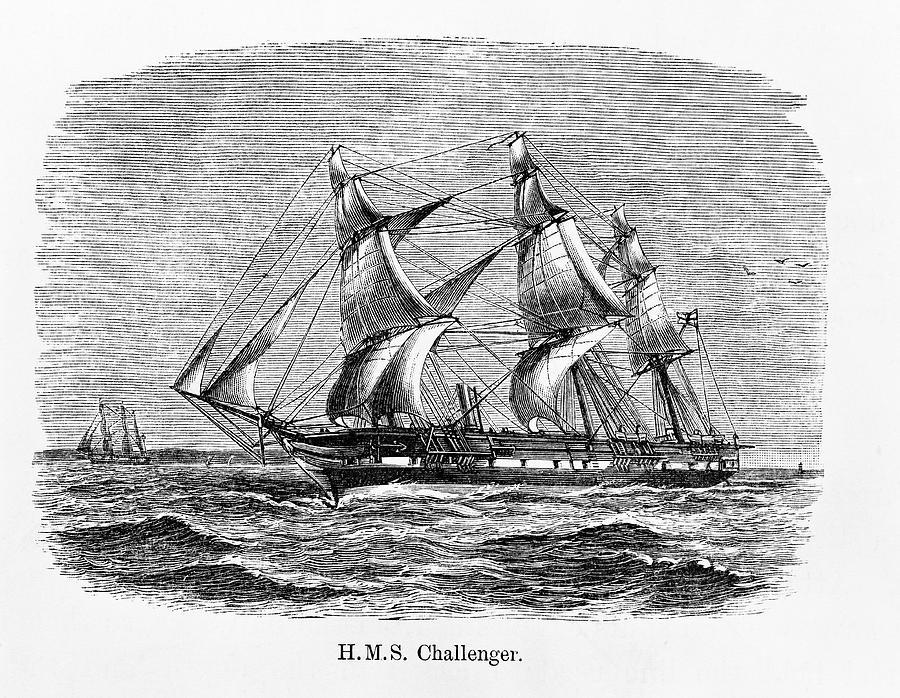
إتش إم إس تشالنجر خلال رحلتها الرائدة في الفترة من 1872 إلى 1876

علم الأحياء البحرية هو موضوع هجين يجمع بين جوانب وظائف الكائنات الحية، والتفاعل البيئي ودراسة التنوع البيولوجي البحري. تعود الدراسات الأولى لعلم الأحياء البحرية إلى الفينيقيين والإغريق الذين يُعرفون بأنهم المستكشفون الأوائل للمحيطات وتكوينها. أُجريت أولى الملاحظات المسجلة حول توزيع وعادات الحياة البحرية بواسطة أرسطو (384-322 قبل الميلاد).
قدمت الملاحظات التي أُجريت في الدراسات الأولى لعلم الأحياء البحرية قوة دافعة لعصر الاكتشاف والاستكشاف الذي تلا ذلك. خلال هذا الوقت، اكتسبت كمية هائلة من المعرفة حول الحياة التي توجد في المحيطات. يشمل الأفراد الذين ساهموا بشكل كبير في هذه المجموعة من المعرفة الكابتن جيمس كوك (1728-1779)، وتشارلز داروين (1809-1882) وتشارلز وايفل طومسون (1830-1882).
شارك هؤلاء الأفراد في بعض من الرحلات الاستكشافية الأكثر شهرة على الإطلاق، وقدموا مساهمات تأسيسية لعلم الأحياء البحرية. كانت تلك الحقبة مهمة لتاريخ علم الأحياء البحرية، ولكن علماء الطبيعة كانوا لا يزالون مقيدين بالتقنيات المتاحة التي حدت من قدرتهم على تحديد ودراسة الأنواع التي تسكن الأجزاء العميقة من المحيط بشكل فعال ودقيق.
كان الإنشاء اللاحق للمختبرات البحرية تطورًا مهمًا آخر لأن علماء الأحياء البحرية أصبح لديهم الآن أماكن لإجراء البحوث ومعالجة عيناتهم من الرحلات الاستكشافية. التقدم التكنولوجي، مثل تحديد المدى بالصوت، ومعدات الغوص سكوبا، والغواصات والمركبات التي تُشغل عن بُعد، جعل من الأسهل تدريجيًا دراسة أعماق المحيطات. سمح هذا لعلماء الأحياء البحرية باستكشاف أعماق كان الناس يعتقدون ذات يوم أنها غير موجودة.

## الاستكشاف المبكر لأعماق البحار

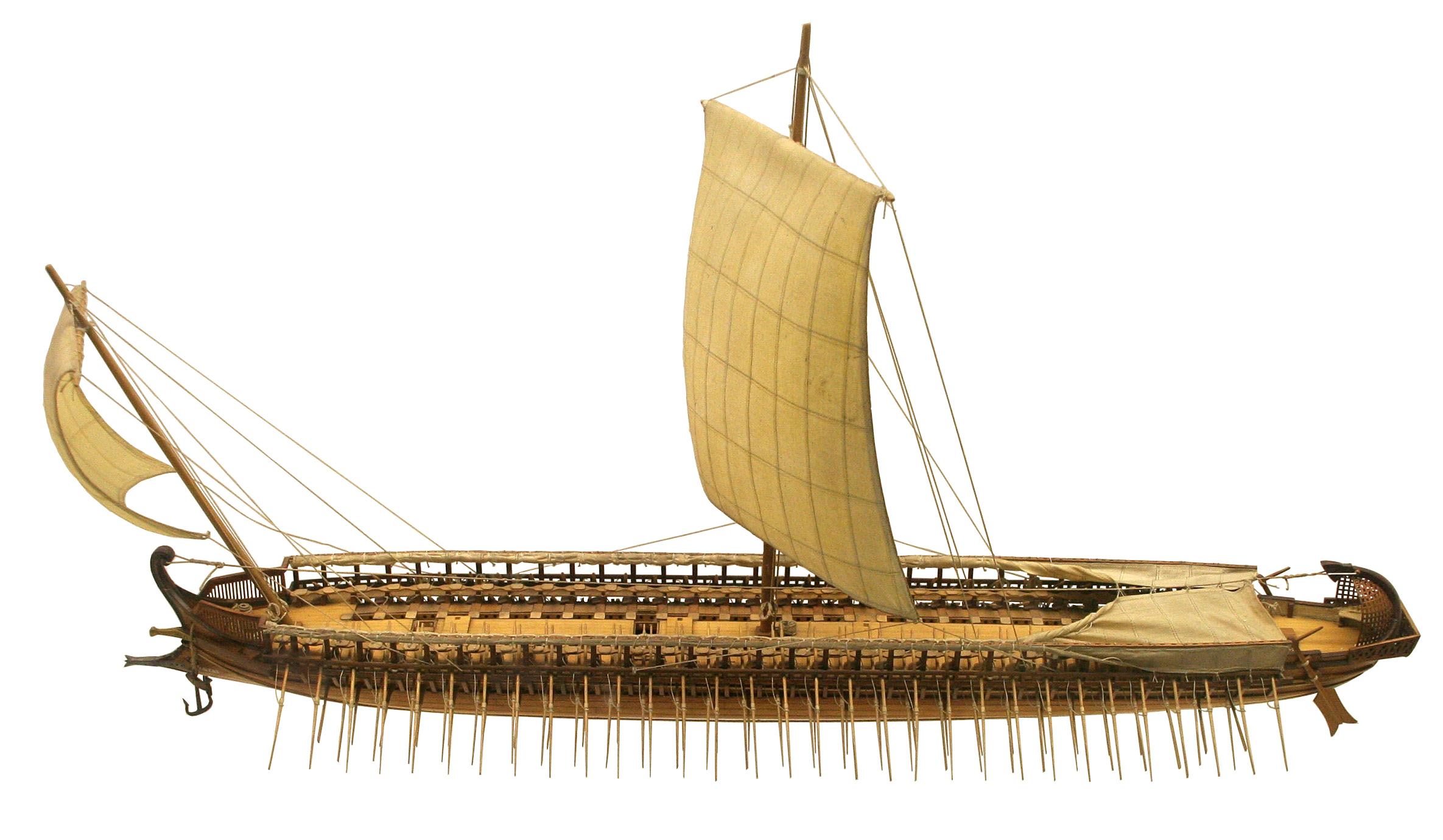
نموذج لقارب يوناني

### الفينيقيون واليونانيون
تتبع جذور تاريخ علم الأحياء البحرية إلى عام 1200 قبل الميلاد عندما بدأ الفينيقيون والإغريق رحلات بحرية مستخدمين الملاحة السماوية. كان الفينيقيون والإغريق من أوائل المستكشفين المعروفين الذين غادروا مجتمعاتهم المحلية المطلة على البحر الأبيض المتوسط. لقد غامروا خارج البحر الأبيض المتوسط إلى المحيط الأطلسي مستفيدين من معرفتهم بالمد والجزر والتيارات والتغيرات الموسمية. لم يبدأ تسجيل ملاحظات الظواهر الطبيعية المتعلقة بالمحيطات إلا بعد فترة طويلة، حوالي عام 450 قبل الميلاد. كتب هيرودوت (484-425 قبل الميلاد) عن المد والجزر المنتظم في الخليج العربي، وترسب الطمي في دلتا النيل، واستخدم مصطلح "الأطلسي" لوصف البحار الغربية للمرة الأولى. وخلال هذه الفترة سُجلت العديد من الملاحظات الأولى حول تكوين المحيطات.
خلال القرن السادس قبل الميلاد، أدرك الفيلسوف اليوناني كزينوفانيس (570-475 قبل الميلاد) أن بعض الأصداف الأحفورية كانت بقايا محاريات. استخدم ذلك ليجادل بأن ما كان في ذلك الوقت أرضًا جافة كان ذات يوم تحت سطح البحر. كانت هذه خطوة مهمة في التطور من مجرد طرح فكرة إلى دعمها بالأدلة والملاحظة.

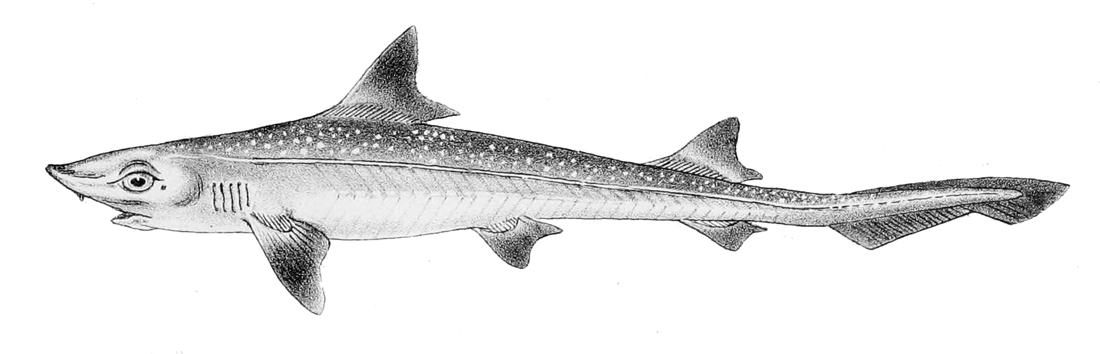
في القرن الرابع قبل الميلاد، أعطى أرسطو أوصافًا دقيقة للتطور الجنيني لسمك القرش الكلبي موستيلوس موستيلوس.

لاحقًا، خلال القرن الرابع قبل الميلاد، بدأ فيلسوف يوناني آخر هو أرسطو (384-322 قبل الميلاد) تقليد الفلسفة الطبيعية وأثر في بدايات علم الأحياء البحرية من خلال الملاحظات المبكرة التي قدمها عن الحياة البحرية. حاول أرسطو تصنيفًا شاملاً للحيوانات تضمن أوصافًا منهجية للعديد من الأنواع البحرية، وخاصة الأنواع الموجودة في البحر الأبيض المتوسط. تشمل هذه الأعمال الرائدة كتاب تاريخ الحيوانات، وهو علم أحياء عام للحيوانات، وأجزاء الحيوانات، وهو تشريح مقارن وعلم وظائف الأعضاء للحيوانات، وتكوين الحيوانات، حول علم الأحياء النمائي. أكثر المقاطع إثارة للدهشة تتعلق بالحياة البحرية التي يمكن رؤيتها من الملاحظة في لسبوس والمتوفرة من صيد الصيادين. ملاحظاته على سمك سلوريات الشكل وأسماك الرعاد (رعادة) وسمك أبو الشص مفصلة، وكذلك كتاباته عن رأسيات الأرجل، أي الأخطبوط والحبار (السيبيا) وبيبير نوتيلي (العنقريط). وصفه لذراع رأسيات الأرجل، المستخدم في التكاثر الجنسي، لم يُصدق على نطاق واسع حتى إعادة اكتشافه في القرن التاسع عشر. لقد فصل الثدييات المائية عن الأسماك، وعرف أن أسماك القرش والشفنين تنتمي إلى مجموعة أطلق عليها اسم سيلاخي (القرشيات). قدم أوصافًا دقيقة للتطور الجنيني البيوضي الولودي لقرش كلب البحر موستيلوس موستيلوس. يحتوي تصنيفه للكائنات الحية على عناصر كانت لا تزال مستخدمة في القرن التاسع عشر. ما يسميه عالم الحيوان الحديث الفقاريات واللافقاريات، سماه أرسطو "حيوانات ذات دم" و"حيوانات بلا دم" (لم يكن يعلم أن اللافقاريات المعقدة تستخدم الهيموجلوبين، ولكن من نوع مختلف عن الفقاريات). قسم الحيوانات ذات الدم إلى ولودة (الثدييات) وبيضية (الطيور والأسماك). أما اللافقاريات ("حيوانات بلا دم") فقد قسمها إلى حشرات وقشريات (قسمت أيضًا إلى عديمة القشرة - رأسيات الأرجل - وذات قشرة) ورخويات.

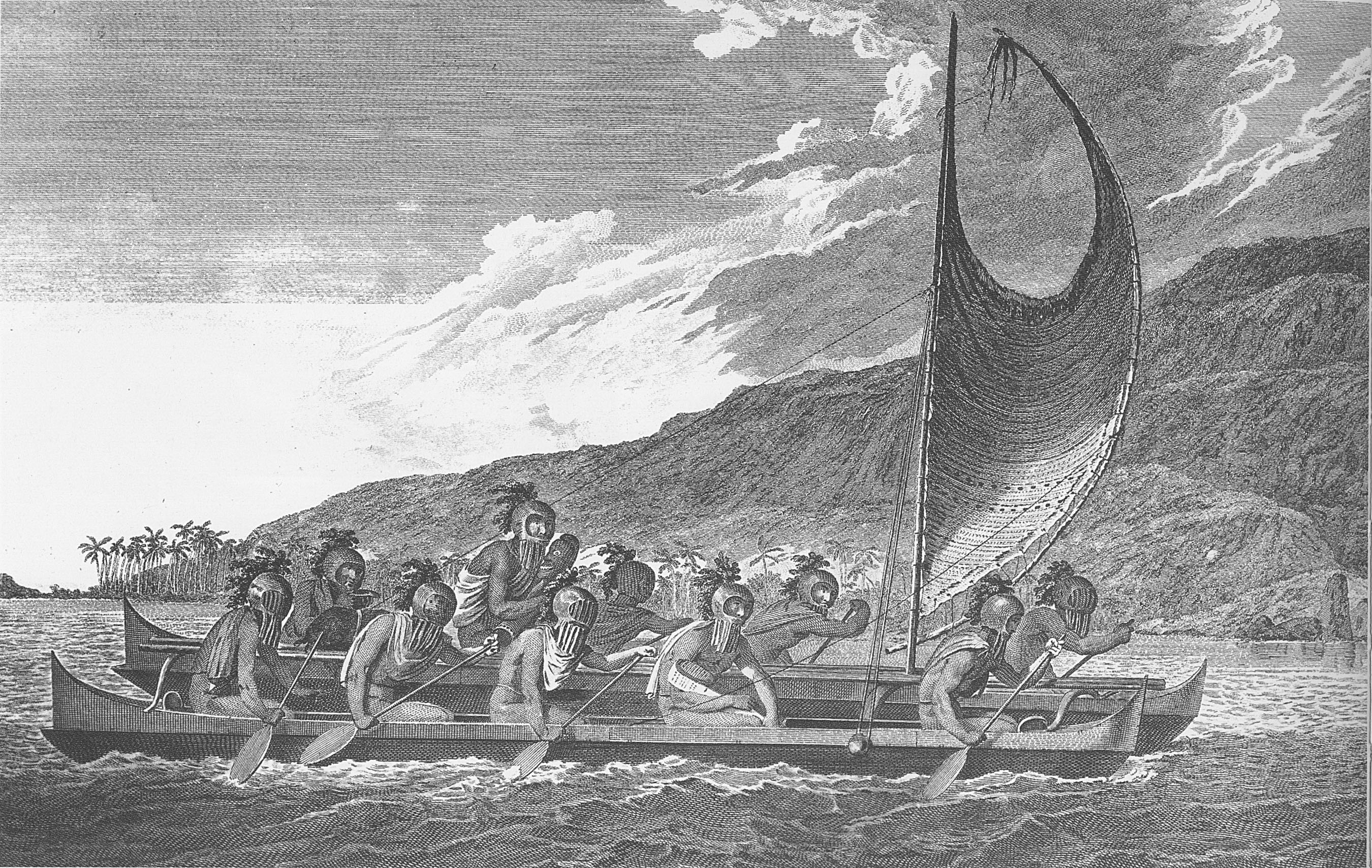
ملاحون هاوايون يبحرون بزورق متعدد الهياكل

### البولينيزيون
كان البولينيزيون أيضًا منخرطين بشكل كبير في استكشاف الحياة البحرية، وغالبًا ما يتم تجاهل جهودهم. على مدار الفترة الزمنية من 300 إلى 1275 بعد الميلاد، بذل البولينيزيون جهودًا لاستكشاف وتعمير المثلث البولينيزي الكبير، الذي تحدّه في الشرق جزيرة القيامة، وفي الشمال هاواي، وفي الجنوب الغربي نيوزيلندا. كان البولينيزيون من بين أوائل من خرجوا لاستكشاف أسرار المحيط والحياة البحرية. في السنوات التي تلت جهود البولينيزيين، كانت هناك جهود قليلة تهدف إلى تعزيز فهم الإنسان للبحر. وقد انتهى هذا مع عصر الاكتشاف في أواخر القرن الخامس عشر.

## عصر الاكتشاف
بين أواخر القرن الخامس عشر وأوائل القرن العشرين، استكشف البشر المحيطات بشكل لم يسبق له مثيل، فأنشأوا خرائط ورسومًا بيانية جديدة وجمعوا عينات لإعادتها إلى موانئهم الأصلية. معظم الاستكشاف الذي جرى خلال هذه الفترة غذته دول أوروبية مثل إسبانيا والبرتغال وفرنسا وإيطاليا واسكتلندا وألمانيا. قام بعض المستكشفين البارزين في علم الأحياء البحرية بأعمالهم الشهيرة خلال هذه الفترة. قدم مستكشفون مثل الكابتن جيمس كوك وتشارلز داروين وتشارلز وايفل طومسون مساهمات ثورية في تاريخ علم الأحياء البحرية خلال عصر الاستكشاف هذا.

### جيمس كوك
يشتهر جيمس كوك برحلاته الاستكشافية للبحرية البريطانية والتي رسم خلالها جزءًا كبيرًا من المياه غير المكتشفة في العالم. أخذته استكشافات كوك حول العالم مرتين وأدت إلى وصف لا يحصى من النباتات والحيوانات غير المعروفة سابقًا. أثرت استكشافات كوك على الكثيرين وأدت إلى قيام عدد من العلماء بفحص الحياة البحرية عن كثب. كان من بين المتأثرين تشارلز داروين الذي قدم العديد من المساهمات الخاصة به لاحقًا.

رحلة البيجل

### تشارلز داروين
قدم تشارلز داروين، المعروف بنظريته في التطور، العديد من المساهمات الهامة للدراسة المبكرة لعلم الأحياء البحرية. قضى الكثير من وقته من عام 1831 إلى عام 1836 في رحلة سفينة إتش إم إس بيجل حيث جمع ودرس عينات من مجموعة متنوعة من الكائنات البحرية. وفي هذه الرحلة الاستكشافية أيضًا بدأ داروين بدراسة الشعاب المرجانية وتكوينها. توصل إلى نظرية مفادها أن النمو الكلي للشعاب المرجانية هو توازن بين نمو المرجان للأعلى وهبوط قاع البحر. ثم توصل إلى فكرة أنه أينما وجدت الجزر المرجانية الحلقية، فإن الجزيرة المركزية التي بدأ المرجان في النمو عليها ستغوص تدريجيًا.

### تشارلز وايفل طومسون
كانت رحلة سفينة بعثة تشالنجر من عام 1872 إلى عام 1876، والتي نظمها وقادها لاحقًا تشارلز وايفيل طومسون، رحلة استكشافية أخرى مؤثرة. كانت أول رحلة استكشافية مخصصة بالكامل لعلوم البحار. جمعت البعثة وحللت آلاف العينات البحرية، ووضعت الأساس للمعرفة الحالية عن الحياة بالقرب من قاع البحر العميق. كانت نتائج الرحلة الاستكشافية ملخصًا لعلوم المحيطات الطبيعية والفيزيائية والكيميائية المعروفة حتى ذلك الوقت.

### الاستكشاف اللاحق
انتهى هذا العصر من الاستكشاف البحري مع أول وثاني رحلة حول العالم لبعثات غالتييا الدنماركية ورحلات الأطلسي التي قامت بها سفينة يو إس إس ألباتروس، وهي أول سفينة أبحاث بنيت خصيصًا لأبحاث علوم البحار. مهدت هذه الرحلات الطريق بشكل أكبر لعلم الأحياء البحرية الحديث من خلال بناء قاعدة معرفية حول علم الأحياء البحرية. تبع ذلك التطور التدريجي لتقنيات أكثر تقدمًا بدأت تسمح باستكشافات أكثر شمولاً لأعماق المحيطات التي كان يُعتقد أنها عميقة جدًا بحيث لا يمكن أن تستمر فيها الحياة.

## الدراسات الحديثة

### مختبرات علم الأحياء البحرية
في ستينيات وسبعينيات القرن العشرين، أُجريت أبحاث بيئية حول حياة المحيط في مؤسسات أُنشئت خصيصًا لدراسة علم الأحياء البحرية. وكان من أبرزها معهد وودز هول لعلوم المحيطات في أمريكا، والتي أرست نموذجًا لمختبرات بحرية أخرى أُنشئت لاحقًا في جميع أنحاء العالم. وقد حفزت نتائجها المتعلقة بالتنوع الكبير غير المتوقع للأنواع في أماكن كان يُعتقد أنها غير صالحة للسكن الكثير من التنظير من قبل علماء البيئة السكانية حول كيفية الحفاظ على هذا التنوع العالي في مثل هذه البيئة الفقيرة بالغذاء والتي تبدو معادية.

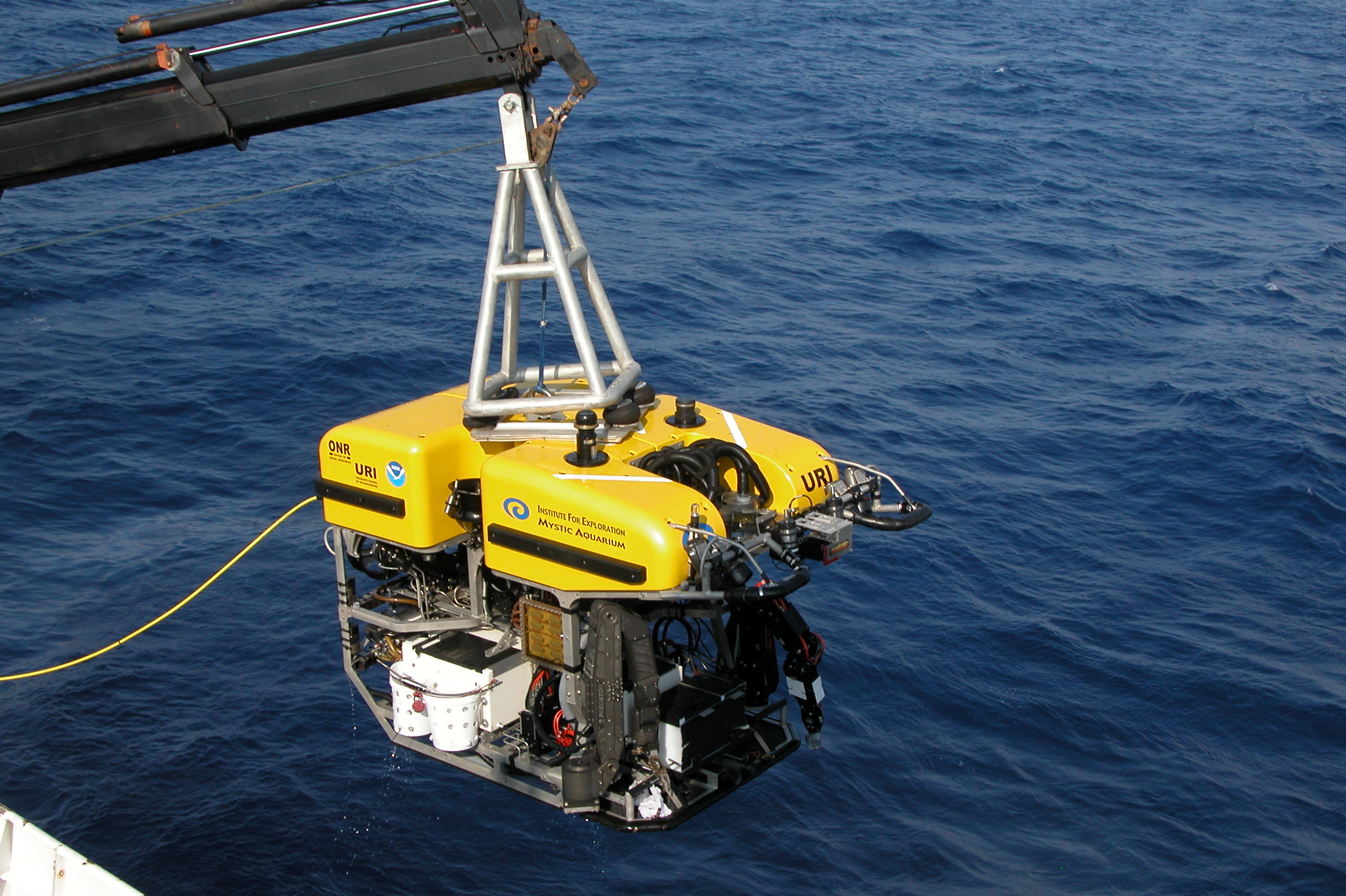
مركبة علمية اُسترجعت بواسطة سفينة أبحاث علم المحيطات.

### تكنولوجيا الاستكشاف
في الماضي، حُدَّت دراسة علم الأحياء البحرية بسبب نقص التكنولوجيا، حيث لم يتمكن الباحثون من الغوص إلا إلى أعماق محدودة لدراسة الحياة في المحيط. وقبل منتصف القرن العشرين، لم يكن من الممكن رؤية قاع البحر العميق إلا عن طريق انتشال قطعة منه وإحضارها إلى السطح. وقد تغير هذا بشكل كبير بفضل تطوير تقنيات جديدة في كل من المختبر وفي عرض البحر. وقد سمحت هذه التطورات التكنولوجية الجديدة للعلماء باستكشاف أجزاء من المحيط لم يكونوا يعلمون بوجودها.
وقد سمح تطوير معدات الغوص (سكوبا) للباحثين باستكشاف المحيطات بصريًا، حيث إنها تحتوي على جهاز تنفس تحت الماء مكتف ذاتيًا يسمح للشخص بالتنفس أثناء الغوص من 100 إلى 200 قدم في المحيط. وبُنيت الغواصات الصغيرة (غاطسة) مثل غواصات صغيرة بهدف نقل علماء الأحياء البحرية إلى أعماق أكبر من المحيط مع حمايتهم من الضغوط الجوية المتزايدة التي تسبب مضاعفات في أعماق المياه. وقد استوعبت النماذج الأولى عدة أفراد وسمحت برؤية محدودة، لكنها مكنت علماء الأحياء البحرية من رؤية وتصوير الأجزاء العميقة من المحيطات. وتُستخدم الآن المركبات الموجهة عن بعد تحت الماء (ROVs) مع الغواصات الصغيرة وبدونها لرؤية أعمق مناطق المحيط التي قد تكون خطرة جدًا على البشر. وقد زُودت المركبات الموجهة عن بعد تحت الماء بكاميرات ومعدات أخذ العينات بشكل كامل، مما يسمح للباحثين برؤية والتحكم في كل ما تفعله المركبة. وقد أصبحت المركبات الموجهة عن بعد تحت الماء النوع المهيمن من التكنولوجيا المستخدمة لرؤية أعمق أجزاء المحيط.

### التصوير الرومانسي
في أواخر القرن العشرين وحتى القرن الحادي والعشرين، "مُجِّد علم الأحياء البحرية وصُوِّر بصورة رومانسية من خلال الأفلام والبرامج التلفزيونية"، مما أدى إلى تدفق الطلاب المهتمين الذين تطلب الأمر تقليل حماسهم بالحقائق اليومية لهذا المجال.